# Anablepsoides micropus
Anablepsoides micropus är en fiskart som först beskrevs av Steindachner, 1863. Arten ingår i släktet Anablepsoides, och familjen Rivulidae. Inga underarter finns listade i Catalogue of Life.